# Шахин
Шахин, или рыжеголовый сапсан, пустынный сокол (лат. Falco peregrinus pelegrinoides) — хищная птица семейства соколиных. Подвид сапсана (Falco peregrinus).

## Описание
Внешним видом и поведением похож на сапсана, но немного мельче, верх светлее, низ охристый с менее развитым рисунком, на макушке и затылке имеются ярко-рыжие пятна. Длина тела 33—39 см. Самки крупнее самцов. Длина крыла самцов 274—302, самок 315—332 мм. Вес самца от 330 г, самки около 500 г (максимально зарегистрированная масса 750 г). Размах крыльев 76—98 см. Спина у взрослых бледно-дымчато-серая с более или менее заметными рыжеватыми каймами перьев мантии, низ рыжеватый со сравнительно слабым развитием пестрин. Молодые сверху с более или менее рыжеватой головой, с широкими рыжими каймами перьев, снизу охристо-рыжеваты с широкими бурыми наствольями неправильным бурым поперечным рисунком боков.

## Распространение
Распространен в пустынях и сухих предгорьях (до 1500 м) Северной Африки, Ближнего Востока, Аравийского полуострова, Ирана, Афганистана, Пакистана, Индии (Кашмир), стран Средней Азии, в горах и предгорьях юга и юго-востока Казахстана от Таласскогo Алатау до Тарбагатая или даже Южного Алтая. Возможно, населяет поднятия в Кызылкумах, западный обрывистый берег Аральского моря и чинки Устюрта. На пролёте и зимовках встречается несколько шире, тяготея к речным долинам и поселениям человека в предгорной зоне.

## Образ жизни
Гнездится на скалах, ведёт оседлый образ жизни. В рационе преобладают птицы: жаворонки, каменки, рябки, пустынные куропатки и др. Экология, гнездовая биология, особенности поведения — как у сапсана.

## Классификация
Шахин иногда рассматривается как два пустынных подвида сапсана Falco peregrinus pelegrinoides и Falco peregrinus babylonicus.

## Охрана
Вид включён в Красные книги стран Средней Азии, где его численность — не больше нескольких сотен пар.